# Jefimowka (obwód lipiecki)
Jefimowka (ros. Ефимовка) – wieś (ros. деревня, trb. dieriewnia) w zachodniej Rosji, w sielsowiecie spasskim rejonu wołowskiego w obwodzie lipieckim.

## Geografia
Miejscowość położona nad rzeką Dubawczik, 3,5 km od centrum administracyjnego sielsowietu spasskiego (Kazakowo), 12 km od centrum administracyjnego rejonu (Wołowo), 122 km od stolicy obwodu (Lipieck).
W granicach miejscowości znajdują się ulice: Pierwomajskaja, Sadowaja.

## Demografia
W 2012 r. miejscowość zamieszkiwało 167 osób.